# 井上裕美子 (健康科学者)
井上 裕美子（いのうえ ゆみこ）は、日本の健康科学者。大阪工業大学情報科学部実世界情報学科教授。博士（学術）（奈良女子大学）。奈良女子大学健康なら21Stepアップ事業元協力者。
専門は、健康科学（スポーツ科学含む）・健康情報学・人間科学（特にバイオフィードバック）、福祉工学・教育科学。

## 略歴
奈良女子大学文学部教育学科卒業。同大学大学院文学研究科修士課程修了。 同大学大学院人間文化研究科複合領域科学博士課程修了、博士（学術）。1997年大阪工業大学情報科学部助手。2003年同学部情報システム学科講師、2008年同学部准教授などを経て、2022年同学部ネットワークデザイン学科教授。2025年同学部実世界情報学科教授。
主な所属学会は、運動生理学会、日本健康教育学会、教育システム情報学会、日本体育・スポーツ・健康学会、日本人間工学会、日本体力医学会、日本体育学会、ECSS（European College of Sport Science)  など。  
　 　

## 主な研究
- ナッジを用いた健康促進システムの開発と学習効果の検証
- マルチモーダルな情報提示とバイオフィードバックへの応用可能性
- 筋電図を用いたトレーニングシステムの開発およびアバターの応援効果について
- グループホームにおけるバーチャルリアリティ(VR)とリハビリテーション
- バーチャルリアリティ応用遊びリテーションシステムの認知症高齢者への応用
- 足底圧情報を用いた歩行改善支援システムの開発[3]
- 疲労の経時的な変化を捉えるシステムの検討 - Wiiボードを用いた重心動揺の経時的測定[4]

対外啓蒙活動として枚方市生涯学習事業「マナビスト講座」2021、枚方産学公連携プラットフォーム主催セミナー2019（テーマ：身体１つでできる軽運動のすすめ）で講師を務めている。また、奈良女子大学健康なら21Stepアップ事業（奈良県・奈良市連携）に協力し、フォローアップ研修会2012（テーマ：歩き方分析からからだの個性に気づこう）で講師を務めている。